# Hellesøyskjeret
Hellesøyskjeret est une île norvégienne du comté de Vestland appartenant administrativement à Fedje.

## Description
Rocheuse et désertique, elle s'étend sur environ 211 m de longueur pour une largeur approximative de 98 m.